# Освіта в Республіці Корея

## Розвиток освіти в Кореї
Наприкінці 1980-х рр. початкові школи були спільними, таке навчання було незадовільним. Кількість учнів, що відвідували початкові школи в 1987 р. в 6 531 школах становило — 4 771 722 учні з педагогічним складом — 130 142 людини. Приблизно 54% викладачів початкових шкіл становили чоловіки. У 1987 році до списків середніх і старших класів було внесено близько 4 895 354 учні, і де викладало близько 150 873 викладачів, 69% з яких становили чоловіки. Однак, до 1989 р. кількість учнів у неповній середній школі знизилося до 3 959 975' людини. Беручи до уваги той факт, що питання вищої освіти є досить важливим, в 1987 р. 1 397 359 студентів відвідувало загальноосвітні чи академічні середні школи, а 840 265 студентів відвідували середні професійно-технічні заклади. Професійно-технічні школи спеціалізувалися у різних галузях, передусім, у сільському господарстві, рибальстві, галузях торгівлі, комерції, морській торгівлі, машинобудуванні й мистецтві.
Зарахування до дитячих садків чи дошкільних установ значно збільшилося у 1980-х рр. У 1980-х р. 66 433 дитини відвідували 901 дитячий садок чи дошкільних установ. Вже до 1987 р. кількість установ зросла до 7 792, а кількість дітей до 397 020. Кількість вихователів дитсадків і дошкільних викладачів підвищився від 3 339 до 11 920 протягом того ж періоду. Переважна більшість цих викладачів — це приблизно 92% — жінки. Це зростання пояснюється кількома чинниками:
- підтримкою дошкільної освіти Міністерством освіти в Кореї
- велику кількість жіночої робочої сили в Кореї,
- зростанням кількості сімей, у яких бабусі та дідусі часто були неспроможними дбати про дітей і змушені були віддавати дітей до дитсадків,
- базова допомога в освіті, що дитсадок міг би дати дітям при вступі у подальші освітні установи.

Вступні іспити, що поводились на конкурсних до шкіл середнього рівня були скасовані ще в 1968 році. Середні школи зрівнялись у своєму суспільному становищі і в них навчалися учні різних верств корейського населення. Проте такі реформи не повністю зрівнювали статус середніх шкіл. У Сеулі учням, що добре здали профільні іспити, дозволялося навчатися в школах вищого розряду в «загальному» районі, тоді як інші студенти здобували освіту у школах в одному з п'яти інших визначених районів. Ці реформи однаково стосувалися і державних і приватних шкіл. Доходи приватних шкіл і набір учнів (кількість учнів, що зараховувалися до недержавних установ була чітко визначеною) суворо контролювалися Міністерством освіти. Хоча викладачі початкових і середніх шкіл, зазвичай, були висококваліфікованими, іноді працювали позаурочно і понаднормово, часто їхня «додаткова» робота не оплачувалась (таке явище спостерігалося в кінці 1980-х рр.). Платня була меншою, ніж в багатьох інших працівників, робота яких була деякою мірою схожою на викладацьку, і навіть ще меншою, ніж в деяких робочих. Проте викладачі середніх шкіл, особливо у містах, отримували дорогі подарунки та презенти від батьків, дітей чиїх вони навчали. Батьки таким чином сподівалися, що вчителі звертатимуть більшу увагу на їх дітей та покращать їхню загальну успішність в навчанні. Через те, що уроки були довгими, а класи переповненими (загалом клас налічував приблизно від п'ятдесяти до шістдесяти учнів) було дуже важко забезпечити нормальний навчальний процес. У травні 1989 р. викладачі заснували незалежну організацію Національний Союз Викладачів (Чонгёчжо). Мета цього союзу полягала у поліпшенні умов праці та реформуванні шкільної системи, яка, як вони вважали, перебуває під надмірним контролем Міністерством освіти. Хоча уряд й обіцяв збільшення платні викладачам і надання пільг, він відмовився легалізувати цей союз. Оскільки викладачі були державними службовцями, уряд заявив, що вони мають право влаштовувати страйки. Але й при цьому праві страйкувати, це підірвало б статус викладачів як «зразків для наслідування». Уряд також звинувачував спілку, в тому, що вона перетворилася на поширення пропаганди лівої партії, що була близька до комуністичного режиму в Північній Кореї. Згідно з повідомленням в Эйшн Уолл Стріт Джонал, союз підтримували 82% викладачів. Ці дебати представляли загрозу для системи південнокорейської освіти, тому велика кількість викладачів (1 500 до листопада 1989 р.) була звільнено, й у кількох навчальних закладах до деяких прибічників союзу було застосовано суворіші покарання. Усе це заподіювало чимало неприємностей сім'ям студентів, які готувалися до вступних іспитів до коледжів. Врахувавши всі обставини (суворий контроль Міністерством освіти над союзом стосовно системи освіти і звинувачення викладачів в «підривній» діяльності), здавалося, що будь-який компроміс на початку 1990-х рр. був неможливим. Нині ситуація змінилася. Зарплата викладачів збільшена, умови праці поліпшено, система освіти змінена. Кількість дитсадків і шкіл стрімко зросла (наприклад, дитсадків в 1998 р. вже налічувалося 8 976).

## Система освіти в Кореї
Освітня система Республіки Кореї складає шість років початковій школі, трьох років молодшої середньої школи, трьох років старшій середній школі і чотирьох років навчання у коледжі чи університеті. У 1998 р. в класах навчалося по 35 учнів і більше (планується зниження цієї цифри до 30).
У початковій школі обов'язковими вважаються 9 предметів:
- духовне виховання,
- граматика корейської мови,
- соціальні науки,
- математика,
- природні науки,
- фізика,
- музика,
- образотворче мистецтво,
- праця.

До навчального плану середньої школи входять обов'язкових 11 базових предметів, кілька предметів за вибором і необов'язкові (факультативні) предмети.
Старша середня школа ділиться на два типи: загальноосвітню і професійно-технічну. Охочим навчатися за професійно-технічними напрямами надається вибір шкіл (сільськогосподарського напряму, машинобудування, бізнесу, морської справи). Зараховуються до старших шкіл після закінчення молодшої середньої школи за результатами вступних іспитів, установлених кожною школою. 40-60% обов'язкового навчального плану становлять загальні курси, а решту — профільні предмети. У 1997 р. таких шкіл налічувалося 764 (з кількістю учнів 868 395). Серед загальноосвітніх старших середніх шкіл діють школи з поглибленим вивченням образотворчого мистецтва, фізики, точних наук, іноземних мов. Завданням таких спеціалізованих шкіл — випускати високо кваліфікованих фахівців. У загальноосвітніх старших середніх школах учні 11 класів можуть вивчати гуманітарні і соціальні науки, займатися опануванням професійно-технічних предметів чи природних наук. Хоча в школах і викладаються професійно-технічні предмети, та передусім ці школи спрямовані на підготовку учнів до вступу у вищі навчальні заклади. У 1998 р. таких шкіл налічувалося близько 1 085, а кількість учнів, які у них здобували освіту досягло 1.4 млн чоловік. Наприкінці 1980-х рр. університети для південнокорейських випускників середньої школи були, можливо, єдиним найважливішим чинником у визначенні і можливостях їх майбутнього життя. Отже, вступ у престижний навчальний заклад вимагав інтенсивної роботи, наполегливості і самопожертви. Престижні заклади включали державний Сеульський Національний Університет, спочатку заснований японцями 1923 р. як Сеульський Вищий Університет і кілька приватних установ типу Університету Йонсе, Університету Корьо і Жіночого Університету Ихва.
При вступі до коледжу доводиться пройти великий конкурс, учні середньої школи проходять через так зване «екзаменаційне пекло» -жорсткі умови безкінечного зубріння і механічного запам'ятовування фактів. Це важливий період та навіть дуже серйозний етап в житті абітурієнтів. Вступають в такі вузи абітурієнти з-за кордону, частіше з Японії. На відміну від конфуціанського стилю приймання іспитів династії Чосон, мета сучасних університетів — зосереджуватися не так на еліті, а на середньому класі (що становить більшість населення). Наприкінці 1980-х рр. близько однієї третини молодим юнакам та дівчатам (35.2% 1989 р.) пощастило вступити у вищі навчальними заклади, а в тих, хто не склали іспити і так і не стали студентами навчальних закладів, матимуть невеликі шанси і перспективи на майбутнє у соціальному і економічному плані. Кількість студентів, які вступили до вищих навчальних закладів підвищився від 100 000 в 1960 р. до 1.3 млн. 1987 р.
Вищі навчальні заклади включали постійні чотирирічні коледжі і технічні університети, дворічні молодші професійно-технічні коледжі, чотирьохрічні педагогічні коледжі і технічні школи дипломованих фахівців. Але тут же виникала проблема: всі випускники коледжів хотіли збудувати собі кар'єру, яка забезпечила б їм провідне становище у суспільстві, але річ у тому, що на ринку праці була достатня кількість робочих місць для всіх висококваліфікованих фахівців, і багато випускників були змушені обіймати місця нижчих посад. Особливо засмучені були жінки, бо для них все ж залишався традиційний бар'єр статевої дискримінації і також не задовольнялися вони умовами робочих місць.
Учні старшої середньої школи при коледжі кінця 80-х рр., як правило, розпочинали свій день зі світанком, готувались до занять, що розпочиналися об 7:30 чи о 8:00 ранку, потім проходили заняття до 5 години вечора, на обід переважно часу не вистачало, після того вирушали на вечірні заняття «зубріння» (досконале вивчення предметів), що могли тривати до 22 чи 23 години вечора. Неділі (тобто вихідні дні) і канікули також повністю присвячувалися «зубрінню». Оскільки контрольні роботи у неповній середній школі (зазвичай 2 рази на місяць чи вже з другого семестру 2 рази на півмісяця, тобто щотижня) були настільки важливими як іспити при вступі до коледжу чи випускні іспити, учні навіть не мали можливості відпочити при такій насиченій системі навчання. За сучасними підрахунками, школярі мали запам'ятовувати від 60 до 100 сторінок фактів, щоб мати достатньо знань для успішного написання завдань таких контрольних робіт. Заради досягнення своєї кар'єрної мети доводилося жертвувати своїм суспільним і сімейним життям. Наслідки цього «екзаменаційного пекла» виражалися у похмурій і безрадісній юності багатьох молодих людей, цим і пояснюються більшість випадків самогубств корейців, спричинених постійним психічним тиском. Самогубства були частим явищем серед успішних учнів, які впадали у розпач через несподівано низькі результати контрольних робіт. До того ж така чисельність контрольних робіт у середніх школах і вступні іспити до університетів залишали мало шансів молоді, щоб розвивати свої творчі таланти. Наприкінці 1980-x рр. перспективи щодо зміни основної освітньої системи були малоймовірні, але така важка й жорстка система була визнана справедливою і об'єктивною. Використання необ'єктивних критеріїв типу есе, особистих рекомендацій та визнання успіху у позанавчальних діях чи особистих рекомендацій від викладачів та інших повноважних представників освіти могло б відкрити всі види можливостей для морального знищення особистостей. У такому суспільстві, соціальні зв'язки важливіші значно більше, ніж особисті риси і розумові здібності. Студенти, які витримували екзаменаційну систему ставали визнані усіма гідними заслужити такого успіху. Найкращим випускникам гарантувалися державні посади.